# Santa Maria del Puig de la Creu
Santa Maria del Puig de la Creu és una església romànica situada entre els municipis de Castellar del Vallès i de Sentmenat (Vallès Occidental), en la part més alta del puig de la Creu, a 664 metres d'altitud. Està inclosa en l'Inventari del Patrimoni Arquitectònic de Catalunya.

## Descripció
És una església d'una sola nau, absis de pedra ben treballada i dues absidioles. La porta d'accés a l'església i el campanar de planta quadrada estan refets a partir del nivell de la teulada de l'església. L'església és dins d'un clos emmurallat i tancat. La combinació de l'absis central amb les dues absidioles li donen, tant interiorment com exteriorment, una perfecta forma de creu. Les obertures de l'edifici són una finestra a l'absis, molt modificada interiorment, i dos ulls de bou als murs de llevant i de ponent, a més d'una petita obertura a l'absis nord. La porta d'accés, a la banda nord, és d'arc de mig punt. Com l'ermita de Can Sant Pere, es tracta d'una capella rural sense ornamentació, d'una sola nau amb dos absis laterals, però en aquest cas són semicirculars, formant la figura d'un trèvol amb el central. Està dedicada a la Mare de Déu dels Dolors.

## Història
La capella del puig de la Creu es troba documentada l'any 1193, segons el text original del "Speculum Officialatus". Durant els segles xiv-xv i xvi el Santuari del Puig de la Creu i la seva albergueria es trobava en molt bon estat, especialment en el segle xv i fou motiu de nombroses donacions i disposicions testamentàries. Amb el temps de la reforma, el fervor i el culte en els santuaris de les muntanyes s'hi produeix una davallada. En els seus orígens es creu que fou un monestir de monges o una casa de religioses o també una casa de recés per a dones. Cap al segle xix fou pràcticament abandonat ni tan sols s'hi celebrava l'aplec que tenia lloc el dia de Santa Margarida. Pels volts de 1925 l'adquirí Josep Perich i Fruitós que va restaurar la part baixa. Benet i Ferrer i Antoni Sancho foren els autors de la restauració. La guerra i la postguerra civil foren motiu del nou abandonament de la capella inclòs el que s'havia restaurat. Els germans Josep i Pere Borrell i Fumador, iniciaren la seva reconstrucció l'any 1951-1957. L'encarregat fou Domènech Borrull que edificà el nou campanar, molt proper a tot el conjunt, i va restaurar tota la resta. Es diu que aquesta església fou edificada sobre el lloc on la llegenda diu que va morir el drac de Sant Llorenç.
A la tardor de 1976 fou adquirit pels esposos Joan Martí Pujadas i Mercèdes Monllor Ibañez, i passada una etapa de vandalisme els darrers anys del segle xx, s'inicià una etapa de restauració de l'edifici i entorns. Cal destacar la restauració interior de la capella romànica, la instal·lació d'una nova campana a l'espadanya, i d'una creu de terme davant la capella, i el cobriment d'una antiga piscina i la restauració dels murs exteriors. Josep Ardèbol i Francesc Serra, han estat alguns dels executors de les millores realitzades. L'actual propietari, hereu dels esmentats, segueix amb la realització de projectes de millora de l'edifici i entorns.